# Aquilonia
Aquilonia est une commune italienne de la province d'Avellino dans la région Campanie en Italie.

## Histoire
La ville fut célèbre par une victoire de Papirius Cursor sur les Samnites en 293 av. J.-C.,.
La ville a subi un tremblement de terre le 29 juillet 1930 causant beaucoup de morts dans toute la région.

## Administration
| Période                                  | Période | Identité | Étiquette | Qualité |
| ---------------------------------------- | ------- | -------- | --------- | ------- |
|                                          |         |          |           |         |
| Les données manquantes sont à compléter. |         |          |           |         |

### Communes limitrophes
Bisaccia, Calitri, Lacedonia, Melfi, Monteverde, Rionero in Vulture

## Jumelages
- Cambiano (Italie)
- Caramagna Piemonte (Italie)